# Noreiai csata
A noreiai csatát Kr. e. 112-ben vívták. A csatamezőn a Római Köztársaság serege súlyos vereséget szenvedett a kimberek és a teutonok egyesült erőitől.

## A csata
A konfliktus előzménye az volt, hogy az észak felől délkeletre vándorló proto-germán törzsek megtámadták a rómaiak szövetségeseit, a tauriscusokat. Gnaeus Papirius Carbo római consul felszólította őket, hogy hagyják el a tauriscusok területét. A kimberek, akik már hallottak a rómaiak félelmetes erejéről, a római sereg nagyságát és erős pozícióját látva, beleegyeztek a visszavonulásba. Carbónak azonban nem állt szándékában kiengedni a kimbereket és a győzelem dicsőségét a kezéből. A kimberek és a teutonok mellé adott vezetők, ahelyett hogy a határig kísérték volna a sereget, Carbo kelepcéjébe csalták őket. A germánok azonban, vagy kémeik vagy az egyik vezető árulása útján, tudomást szereztek a csapdáról. 
A csatára Noreia mellett került sor a mai Karinthia földjén. A római sereg olyan vereséget szenvedett, hogy csak egy vihar mentette meg a teljes pusztulástól.

## A következmények
Carbónak sikerült megmentenie az életét és a serege maradványait. (A germánok pedig valami okból azt hitték, hogy megölték.) A Szenátus megszégyenítette és megfosztotta consuli címétől, de nem száműzték, ahogy az a legyőzött parancsnokok esetében ez szokott volt. Róma a legrosszabbra készült, de a kimberek és a teutonok nyugat felé, Gallia felé vonultak. A noreia-i csata csak az első volt a rómaiak súlyos vereségei közül, a kimber háború végül mégis Róma győzelmével ért véget.